# ماثيو كونجر
ماثيو كونجر (بالإنجليزية: Matthew Conger)‏ (من مواليد 11 أكتوبر 1978)، هو حكم كرة قدم نيوزيلندي من بالمرستون نورث، ولد في ولاية تكساس، وهو أيضًا معلم مدرسة في بالمرستون نورث.

## وصلات خارجية
- ماثيو كونجر على موقع Soccerway.com (الإنجليزية)
- ماثيو كونجر على موقع أوليمبيديا (الإنجليزية)